# 와인이 흐르는 강
와인이 흐르는 강(Les Enfants Du Marais, The Children Of The Marshland)은 프랑스에서 제작된 장 베케르 감독의 1999년 영화이다. 자크 빌레렛 등이 주연으로 출연하였고 크리스찬 페크너 등이 제작에 참여하였다.

## 출연

### 주연
- 자크 빌레렛
- 자크 갬블랭
- 앙드레 뒤솔리에
- 미셸 세로
- 이자벨 까레

### 조연
- 에릭 칸토나
- 수잔느 플론
- 자크 뒤필로
- 지젤 카사드서스
- 엘리자베스 코멜린
- 제니 클레브
- 필리페 마그넌
- 자크 부데
- 앤 르 게넥

## 제작진
- 의상: 실비 드 세곤자크